# Lindegouduil
De lindegouduil (Tiliacea citrago) is een nachtvlinder uit de familie Noctuidae (uilen). De voorvleugellengte bedraagt tussen de 15 en 17 millimeter. De soort komt verspreid over Europa voor. Hij overwintert als ei.

## Waardplanten
De lindegouduil heeft als waardplant lindesoorten.

## Voorkomen in Nederland en België
De lindegouduil is in Nederland en België een zeldzame soort, die verspreid over het hele gebied kan worden gezien. De vlinder kent één generatie die vliegt van halverwege augustus]l tot halverwege oktober.